# (133007) Audreysimmons
(133007) Audreysimmons est un astéroïde de la ceinture principale.

## Description
(133007) Audreysimmons est un astéroïde de la ceinture principale. Il fut découvert le 5 octobre 2002 à l'observatoire d'Apache Point par le programme Sloan Digital Sky Survey. Il présente une orbite caractérisée par un demi-grand axe de 3,09 UA, une excentricité de 0,15 et une inclinaison de 16,4° par rapport à l'écliptique.

## Compléments